# 彼得·福克
彼得·麥可·福克（Peter Michael Falk，1927年9月16日—2011年6月23日）是美國演員。代表作《神探可倫坡》（Columbo）令他登上事業顛峰，成為全美家喻戶曉的名偵探。他曾獲得多次獎項與提名，其中包括5次艾美獎(4次因電視劇 神探可倫坡) ，2次奧斯卡提名，以及1次金球獎。

## 個人經歷

### 早年生活
1927年9月16日，彼得·福克出生于美国紐約的一个犹太血统的家庭。他的父親Michael Peter Falk是个服装兼干货商店主,母親 Madeline (née Hochhauser)则是个会计师和采购员。他的父亲是俄罗斯裔而他的母亲则是个波兰裔并具有匈牙利和捷克人血统。
彼得·福克的右眼在他3歲時因恶性肿瘤而被摘除，因此他一生中多数时间都带着个義眼。

### 事業
早期彼得·福克的职业生涯开始于舞台剧并取得了成功。

### 电影演员
尽管如此，他的电影演员生涯并不如意。因为他的義眼，他的戏剧经纪人曾劝告他不要对在电影中演出报于很大的希望。他在一次哥倫比亞電影公司的试镜落選后，該公司的老闆哈里·考恩對他説“用同样的钱，我可以找个有两只眼睛的演员。”
1958年他在電影Everglades中飾演一個叫Nico的小角色。1960年，做為轉折點，他在Murder, Inc飾演的一個殺手角色使他获得奥斯卡最佳男配角奖提名。接著在來年，他又因《錦囊妙計》而再次获得奥斯卡最佳男配角奖提名。

### 電視演员
他于1957年这个“电视的黄金时代”初次在电视上露面。
1961年他因在电视剧《The Law and Mr. Jones》中，Cold Turkey這集的演出使他获得艾美獎的连续短剧/电视电影最佳男配角提名。1962年他在电视剧Dick Powell Show中，The Price of Tomatoes這集的演出获得第一次艾美獎。
1968年2月20日，彼得·福克在《神探可倫坡》試播片“Prescription: Murder”中初次飾縯可倫坡，並獲得了極大的成功。隨著第二集試播片“Ransom For a Dead Man”的成功，1971年9月15號《神探可倫坡》正式開始在NBC神祕之夜節目中与其它警匪片循環輪流播出，後來更是成為NBC神秘之夜的压轴戲。該劇成為他的代表作，同時令他登上其事業的顛峰。

### 獎項與提名
1. 5次艾美獎，7次提名
2. 2次奧斯卡提名
3. 2次斑比奖
4. 2次TP de Oro最佳外国男演员
5. 1次意大利电影金像奖
6. 1次金球獎，9次提名
7. 1次Daytime Emmy Awards提名
8. 1次Florida Film Festival終身成就獎
9. 1次Ft. Lauderdale International Film Festival終身成就獎
10. 1次Golden Camera
11. 1次Hasty Pudding Theatricals年度人物獎
12. 1次Laurel Awards第三名
13. 1次Method Fest終身成就獎
14. 1次Milan International Film Festival最佳男演员獎
15. 1次TV Land Awards提名

### 逝世

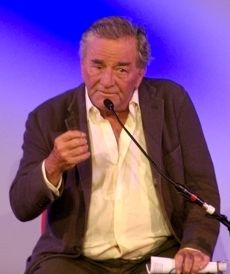
回答提問中（2007年）

2007年底，他因為牙科手術而患上阿兹海默病，2009年时已经记不得Columbo这个角色，他于2011年6月23日去世，享年83岁。
據知彼得生前已成立基金，死後將約500萬美元的遺產留給妻子Shera。

## 作品

### 電影
- Wind Across the Everglades（1958年）
- The Bloody Brood（1959年）
- The Secret of the Purple Reef （1959年）
- Murder Inc. （1960年）
  - 提名奧斯卡最佳男配角獎
- Pretty Boy Floyd（1960年）
- Dick Powell Show, The Price of Tomatoes（1961年）
- Pocketful of Miracles（1961年）
  - 提名奧斯卡最佳男配角獎
- Pressure Point（1962年）
- The Balcony （1963年）
- It's a Mad Mad Mad Mad World（1963年）
- 'Robin and the Seven Hoods（1964年）
- The Great Race（1965年）
- Italiani brava gente（1965年）
- Too Many Thieves（1966年）
- Penelope（1966年）
- Luv（1967年）
- The Battle for Anzio（1968年）
- Gli Intoccabili（1968年）
- Castle Keep（1969年）
- Husbands（1970年）
- Rosalino Paterno, Soldato（1972年）
- 受影响的女人 A Woman Under the Influence（1974年）
- Griffin and Phoenix: A Love Story（1976年）
- Mikey and Nicky（1976年）
- 怪宴 Murder by Death（1976年）
- 首演之夜 Opening Night（1977年）
- 龙虎大贼少双手 The Brink's Job（1978年）
- 低价侦探 The Cheap Detective（1978年）
- 妙亲家与俏冤家 The In-Laws（1979年）
- The California Dolls（1981年）
- 小心眼大阴谋 Big Trouble（1986年）
- 柏林蒼穹下 Wings of Desire（1987年、扮演自己）
- 公主新娘 The Princess Bride（1987年）
- Vives（1988年）
- Happy New Year（1988年）
- 鬼马父女 Cookie（1989年）
- 情人有约 Tune in Tomorrow（1990年）
- 单身女郎日记 In the Spirit（1990年）
- 超级大玩家/幕后玩家 The Player（1992年）
- Faraway, So Close!（1993年、ドイツ）
- 同居大作战 Roommates（1994年）
- Lakeboat（2001年）
- 联邦大蠢蛋 Corky Romano（2001年）
- 终极斗士 Undisputed（2002年）
- 光影流情 The Kid Stays In the Picture（2002年）
- A Town without Christmas（2002年）
- Three Days of Rain（2003年）
- Checking Out（2004年）
- 鲨鱼黑帮 Shark Tail（2004年・	配音）
- 我的亲戚 The Thing About My Folks（2005年）
- The Book of Joe（2006年）
- 驚魂下一秒 NEXT （2007年）
- Three Days to Vegas（2007年）
- American Cowslip（2008年）
- Char･ac･ter（2009年）
- Pioneers of Television（2011年）

### 電視
- Return Visit（1956年）
- The Mother Bit（1957年）
- Rudy（1957年）
- The New Class（1958年）
- Night Cry as Peter Faulk（1958年）
- The Girl from Nowhere（1959年）
- The Come Back（1959年）
- The Power and the Glory（1959年）
- The Emperor's Clothes（1960年）
- The Islanders（1960 - 1961年）
- The Law and Mr. Jones - Cold Turkey（1961年）
- The Alfred Hitchcock Hour - Gratitude（1961年）
- The Poker Fiend（1961年）
- Kid Twist（1961年）
- Dr. Kildare（1961年）
- Ben Casey（1961年 - 66年）
- The Alfred Hitchcock Hour - Bonfire（1962年）
- A Sound of Hunting（1962年）
- Wagon Train（1963年）
- Peter Falk in Ambassador at Large（1964年）
- The Trials of O'Brien（1965年 - 66年）
- Brigadoon（1966年）
- A Hatful of Rain（1968年）
- 神探可倫坡 Columbo（1968年 - 2003年）
- A Step Out of Line（1970年）
- A Sister from Napoli （1971年）
- Out of the Loop（1992年）
- 乐天小子 The Sunshine Boys（1995年）
- PRONTO（1997年）
- 金钱老大 Money Kings（1998年）
- A Storm In Summer（2000年）
- The Lost World（2002年）
- Wilder Days（2003年）
- Finding John Christmas（2003年）
- When Angels Come to Town（2004年）

### 舞台劇
- MR.PETERS' CONNECTIONS
- MAKE AND BREAK

## 外部連結
- 官方网站
- 彼得·福克在互联网电影资料库（IMDb）上的資料（英文）
- 互联网外百老汇数据库（IOBDB）上彼得·福克的資料（英文）
- 在AllMovie上彼得·福克的頁面（英文）